# Bridgid Annisette-George
Bridgid Annisette-George (Port of Spain, c. 1960) é uma advogada e política de Trindade e Tobago. Foi presidente da Câmara dos Representantes de Trindade e Tobago entre 2015 e 2025, a segunda mulher a ocupar o cargo e a segunda mulher do mundo a ocupar por mais tempo consecutivamente o cargo de presidente. Anteriormente, ela serviu como senadora e a terceira procuradora-geral de Trindade e Tobago para o Movimento Nacional do Povo antes de renunciar para retornar ao seu escritório de direito privado.

## Biografia
Annisette nasceu em Trindade e frequentou o Convento de São José, em Port of Spain e passou a estudar Direito na Universidade das Índias Ocidentais. Ela se formou em Direito em 1981. Annisette se casou com Newman George, um engenheiro.
Annisette tornou-se professor associado e professor universitário na Hugh Wooding Law School e o única advogado da firma de Srs. GR Annisette & Co. Entre 1999 e 2003, Annisette atuou como presidente da Diego Martin Regional Corporation e, em 2003, atuou como Comissária na Comissão de Valores Mobiliários de Trindade e Tobago. Em 2007, ela foi nomeada senadora e 8 de novembro de 2007 tornou-se procuradora-geral, a terceira mulher de Trindade e Tobago a ocupar o cargo. Após servir dezoito meses no cargo, Annisette renunciou devido a um conflito de interesses em uma investigação em andamento a respeito da Colonial Life Insurance Company, visto que ela possuía familiares que eram associados à empresa. Ela foi elogiada por sua revelação voluntária por colegas e foi observado que não havia nenhuma implicação de envolvimento de Annisette ou de membros de sua família na questão envolvendo a Colonial Life. Ela voltou para seu consultório particular.
Em 2015, o Movimento Nacional do Povo ganhou a maioria nas eleições e Annisette foi escolhida para concorrer a presidente da Câmara. Ela foi posteriormente eleita para o cargo.